# مجید تخت‌روانچی
مجید تخت‌روانچی (زادهٔ ۲۳ مهر ۱۳۳۷) دیپلمات و سیاستمدار ایرانی است که از شهریور ۱۴۰۳ به‌عنوان‌ معاون سیاسی وزیر امور خارجه فعالیت می‌کند. وی از سال ۱۳۹۸ تا ۱۴۰۱ به‌عنوان سفیر ایران در سازمان ملل متحد فعالیت می‌کرد. او از اعضای تیم مذاکره‌کننده هسته‌ای ایران با گروه ۱+۵ بشمار می‌آمد.
وی دانش‌آموختهٔ کارشناسی ارشد مهندسی عمران از دانشگاه کانزاس، کارشناسی ارشد اقتصاد سیاسی از دانشگاه فوردهام و دکترای علوم سیاسی از دانشگاه برن است. 
روانچی فعالیت شغلی خود را از ابتدای دهه ۱۳۶۰ در وزارت امور خارجه آغاز کرد. او از سال ۱۳۶۷ تا ۱۳۶۸ رئیس اداره سازمان ملل در وزارت امور خارجه بود و از ۱۳۶۸ تا ۱۳۷۷ سمت سفیر ایران در سازمان ملل متحد را برعهده داشت. او در فاصله سالهای ۱۳۸۰ تا ۱۳۸۴ سفیر ایران در سوئیس بود و از سال ۱۳۹۲ تا ۱۳۹۶ به‌عنوان معاون امور اروپا و آمریکای وزیر امور خارجه مشغول به کار بود.

## زندگی‌نامه
مجید تخت‌روانچی در سال ۱۳۳۷ در تهران زاده شد. او تحصیلات خود را تا دریافت دیپلم در دوره متوسطه دوم در دبیرستان البرز تهران سپری کرد. در اواسط دهه ۱۳۵۰ به ایالات متحده آمریکا مهاجرت کرد و در سال ۱۳۶۰ مدرک کارشناسی مهندسی عمران را از دانشگاه کانزاس اخذ نمود و ۲ سال بعد نیز موفق به دریافت کارشناسی ارشد مهندسی عمران از دانشگاه کانزاس گردید و بلافاصله به ایران بازگشت و فعّالیت خود را در وزارت امور خارجه آغاز کرد. او در سال ۱۳۷۱ موفق به دریافت مدرک کارشناسی ارشد اقتصاد سیاسی از دانشگاه فوردهام شد و سپس در سال ۱۳۸۹ تحصیلات خود را تا مقطع دکترای علوم سیاسی در دانشگاه برن ادامه داد و دکترای خود را در سوئیس اخذ نمود.
وی با زبان‌های انگلیسی، فرانسه و آلمانی آشنایی دارد. او دارای دو فرزند می‌باشد و همسر وی خواهر سیروس ناصری است.

### ابتلا به سرطان
در مهرماه ۱۳۹۸، تخت روانچی هیئت ایرانی را در اجلاس سالانه‌ی سازمان ملل همراهی نمی‌کرد. مدت کوتاهی بعد مشخص شد که وی به بیماری سرطان مبتلا شده بوده و در بیمارستانی در نیویورک بستری بود. ظریف درخواست ملاقات وی را داشت اما دولت ایالات متحده این درخواست را نپذیرفت و گفت که ایران باید یک زندانی آمریکایی را آزاد کنند تا با این ملاقات موافقت شود.

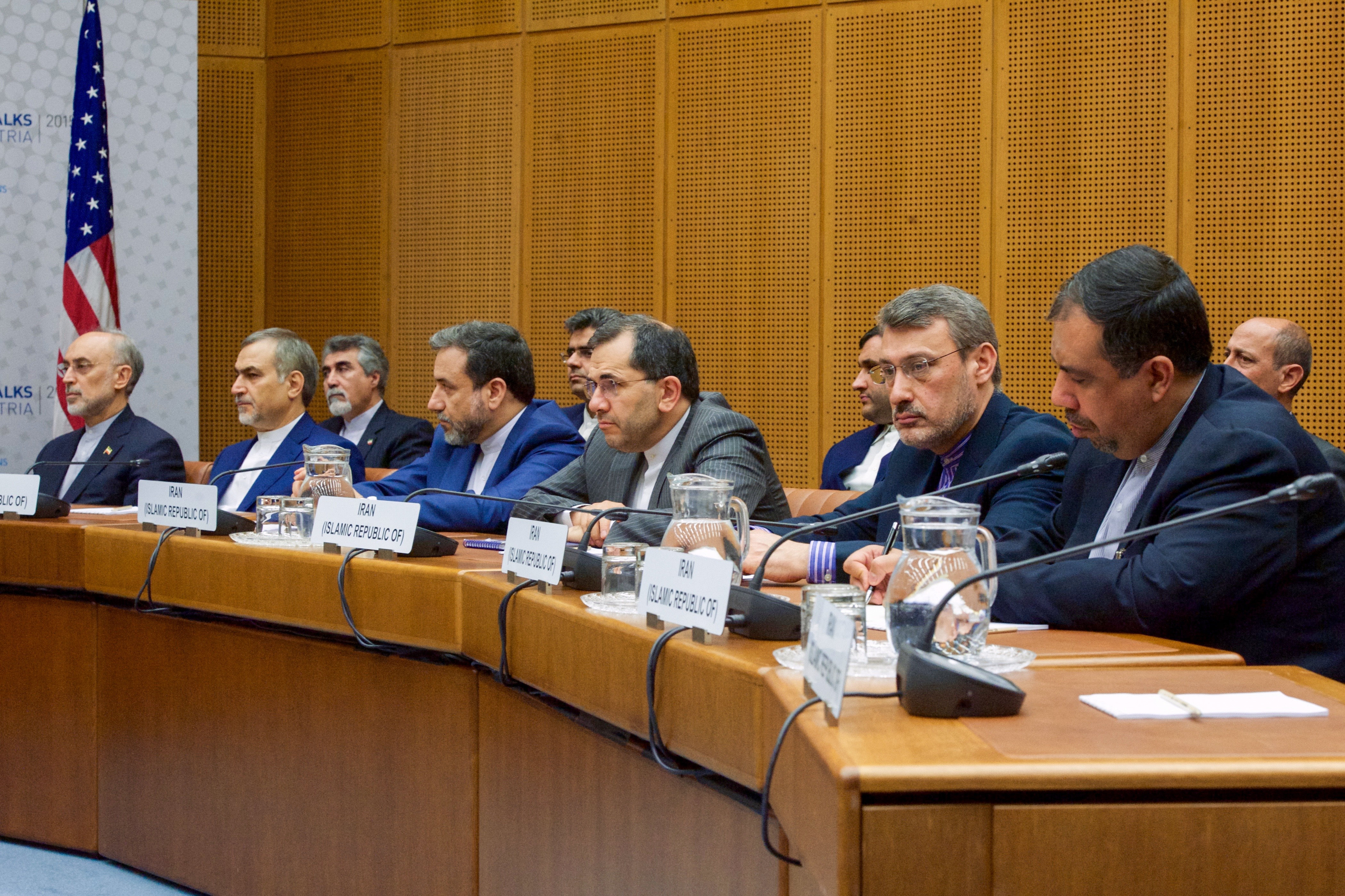
تخت روانچی در جلسات مذاکرات هسته‌ای ایران

## مسئولیت‌ها
- ۱۳۶۷–۱۳۶۵: معاون اداره مجامع بین‌المللی، وزارت امور خارجه
- ۱۳۶۸–۱۳۶۷: رئیس اداره سازمان ملل، وزارت امور خارجه
- ۱۳۷۱–۱۳۶۸: رایزن، نمایندگی ایران در سازمان ملل
- ۱۳۷۵–۱۳۷۱: سفیر، نمایندگی ایران در سازمان ملل
- ۱۳۷۷–۱۳۷۵: سفیر و معاون نماینده دائم ایران در سازمان ملل
- ۱۳۸۱–۱۳۷۷: دستیار ویژه وزیر امور خارجه
- ۱۳۸۵–۱۳۸۱: سفیر ایران در سوئیس و لیختن اشتاین
- ۱۳۸۸–۱۳۸۵: مشاور وزیر امور خارجه
- ۱۳۹۶–۱۳۹۲: معاون اروپا و آمریکای وزارت امورخارجه
- ۱۳۹۸–۱۳۹۶: معاون سیاسی دفتر رئیس جمهور
- ۱۳۹۸-۱۴۰۱: نماینده دائم ایران در سازمان ملل متحد
- ۱۴۰۳_تاکنون: معاون سیاسی وزیر امور خارجه